# Bonnette (voile)
Pour les articles homonymes, voir Bonnette.

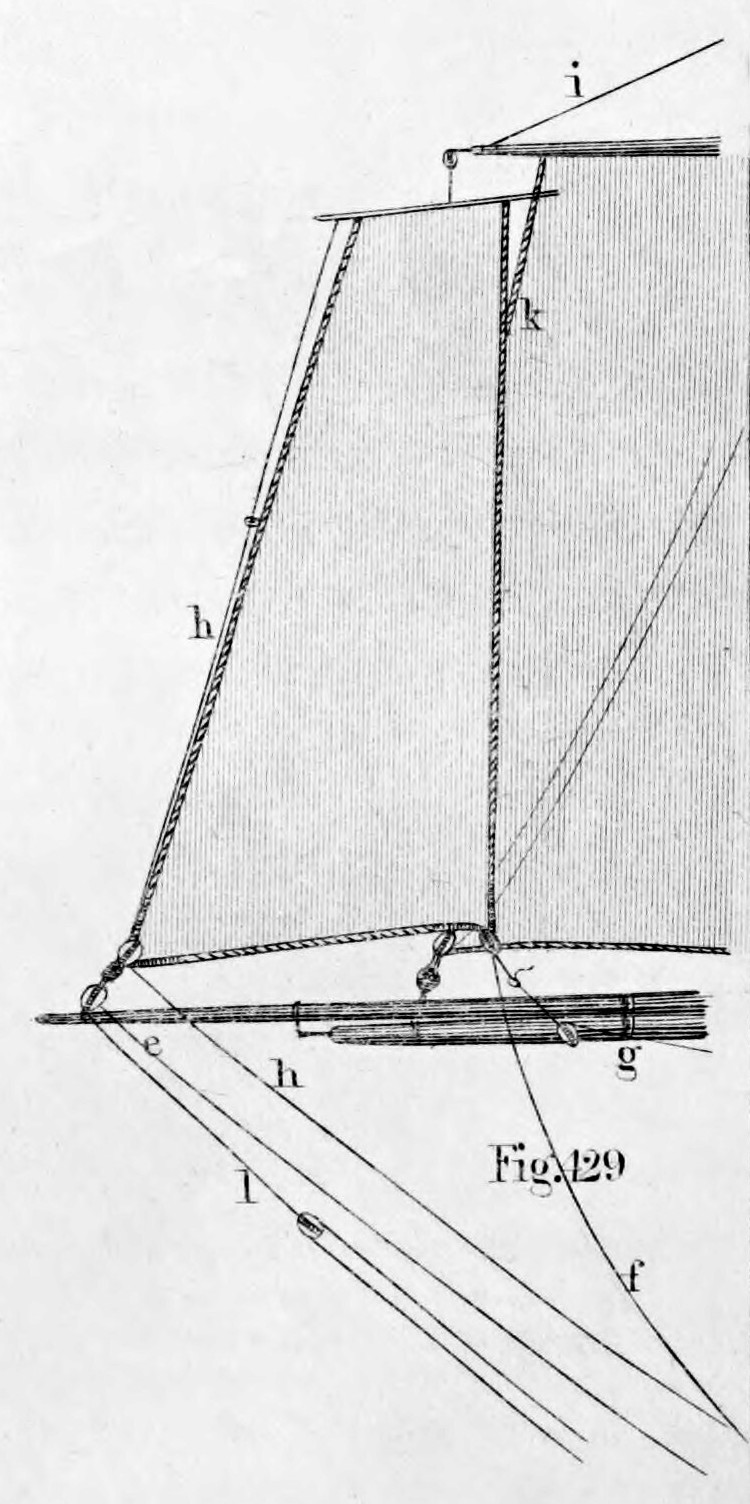
Fixation d'une bonnette.

Les bonnettes (studding sail, studsail ou stunsail en anglais), sont des voiles légères que l'on suspend à des vergues mobiles appelées bout-dehors fixées temporairement aux extrémités des vergues des voiliers à gréement carré pour augmenter la puissance de traction au portant (vent arrière ou grand largue).

## Description
De la forme d'un carré long, légèrement trapézoïdal, elles ont à peu près la surface de la moitié de la voile à côté desquelles elles sont gréées. Voile de vent léger, elles ne sont généralement installées que sur les basses vergues et les huniers et permettent de gagner un petit peu en vitesse sur des longues traversées. Les bonnettes maillées sont fixées aux basses voiles par des mailles (œillets proches de la ralingue) et amarrées par les écoutes aux points des bonnettes. Des secondes bonnettes maillées peuvent être lacées aux bonnettes maillées.

Illustrations de bonnettes
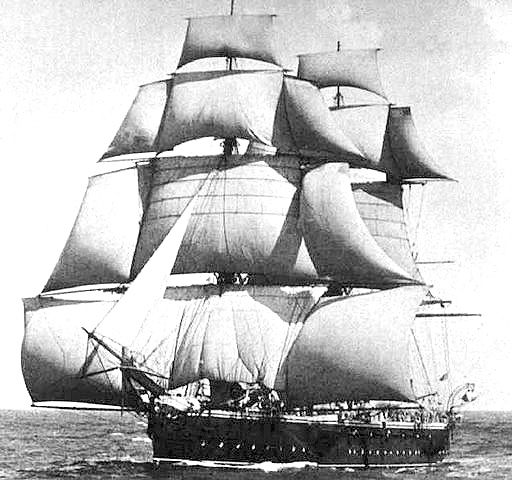
Corvette de Classe calypso avec bonnettes.
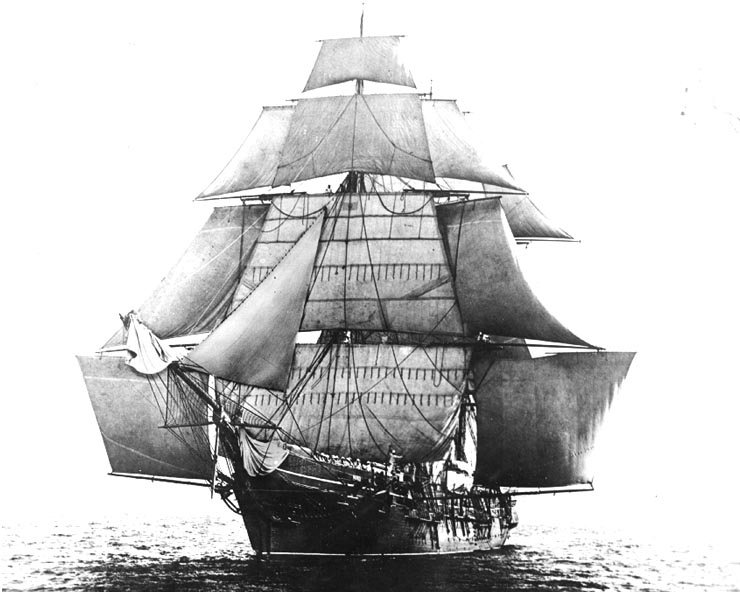
Le USS Monongahela, toutes voiles dehors, en 1862. Les bonnettes sont bien visibles de part et d'autre des voiles de misaine.
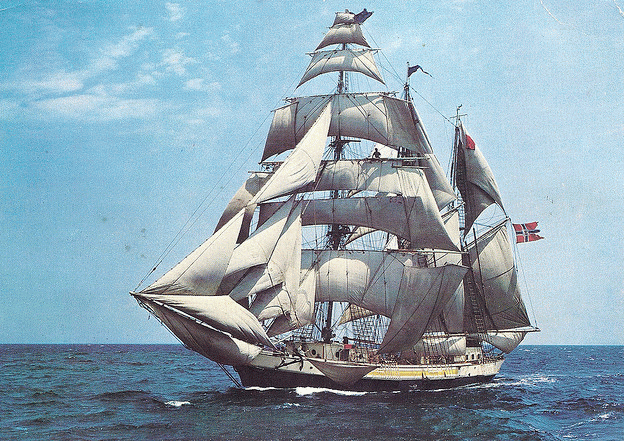
Bonnettes du Régina Maris.
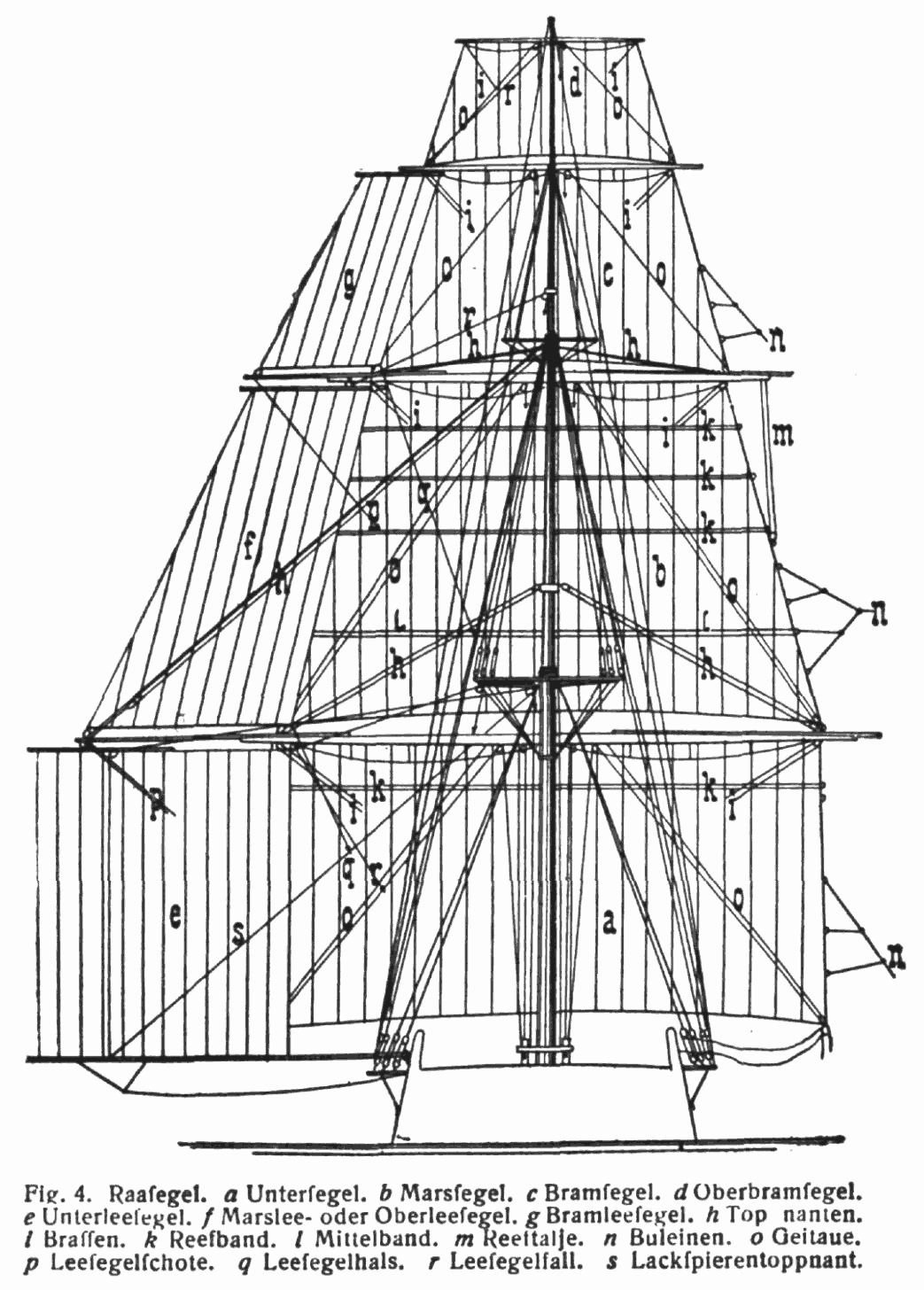
Schéma d'installation de bonnettes.
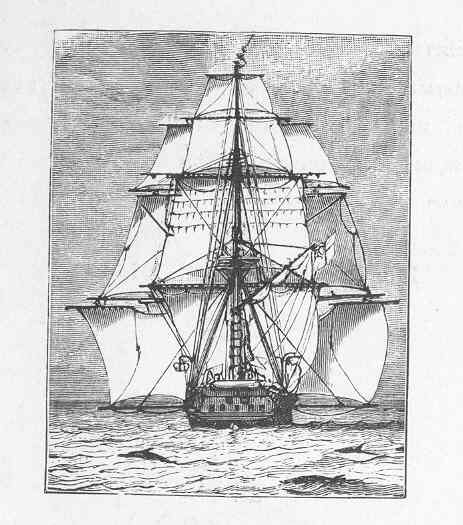
Bonnettes sur une illustration du HMS Beagle de 1890.

### Type de navire utilisant des bonnettes
Les navires utilisant les bonnettes sont principalement de très grand voiliers.
Au XVIIIe siècle par exemple, la plupart des vaisseaux de lignes étaient d'énormes forteresses flottantes qui, malgré une voilure conséquente, étaient lents. Les bonnettes venaient augmenter un peu leur vitesse par vent arrière.
Au XIXe siècle, les clippers utilisaient beaucoup les bonnettes lors des "courses du thé", où une vitesse élevée était importante pendant tout le voyage. 

### Danger pour les gabiers
Elles étaient redoutées des gabiers à cause des risques de chute lors de leur montage. Les bonnettes se situent nettement à l'extérieur du navire, obligeant les gabier à travailler en bout de vergue au-dessus de l'eau, à une époque où ils n'avaient aucune protection. Toute chute était synonyme de mort par noyade, le bateau n’était pas assez manœuvrant pour récupérer un homme tombé à la mer.

### Variantes et autres usages
Il existe également des ajouts sous les bômes de voiles triangulaires appelées watersail. Il s'agit d'adaptations peu répandues permettant une augmentation très limitée (psychologique surtout) de prise au vent toujours par vent arrière. 
Une manœuvre de fortune pour calfater une voie d'eau consiste à plaquer une bonnette à l'extérieur de la coque ; la bonnette est alors aspirée par la voie et la bouche (méthode du « paillet Makaroff »).